# Hamataliwa banksi
Hamataliwa banksi là một loài nhện trong họ Oxyopidae.
Loài này thuộc chi Hamataliwa. Hamataliwa banksi được Cândido Firmino de Mello-Leitão miêu tả năm 1928.